# Điền Trì
Điền Trì (滇池, bính âm: Dīan Chí) hay Côn Minh hồ (昆明湖, pinyin: Kūn Míng Hú) là tên gọi của một hồ nội địa lớn nằm ở phía tây nam thành phố Côn Minh, tỉnh Vân Nam, Trung Quốc.
Đây là một hồ nước ngọt rộng 298 km², nằm trên độ cao 1.886,5 m so với mực nước biển. Hồ dài 39 km từ bắc đến nam, độ sâu trung bình 4,4 m. Phía đông là dãy Kim Mã sơn, phía tây là Bích Kê sơn, phía bắc là Xà sơn, phía nam là Bạch Hạc sơn.
Hồ này có biệt danh là Viên minh châu tỏa sáng trên cao nguyên và là khuôn mẫu của hồ Côn Minh trong Di Hòa Viên ở Bắc Kinh.
Ô nhiễm là vấn đề chính của hồ này. Tại thành phố Côn Minh, thủ phủ tỉnh Vân Nam, người ta không nói về khô hạn, do thành phố này nằm cận kề với một trong những hồ nước ngọt lớn nhất của châu Á. Tuy nhiên, cho tới khi nhà máy xử lý nước thải đầu tiên được xây dựng năm 1990 thì tới 90% nước thải của Côn Minh được xả vào hồ này mà không qua xử lý. Nước hồ hiện nay là không thể uống được mặc dù đã có nhiều tiền (ước khoảng vài tỷ đô la Mỹ) được chi tiêu nhằm làm sạch nước hồ. Một số chuyên gia cho rằng tới trên 55% lượng cá của hồ đã bị chết do bệnh tật gây ra bởi ô nhiễm. Nước hồ hiện nay bị đánh giá ở cấp V (cấp tệ nhất), điều này làm cho nước hồ là không thích hợp cho sử dụng trong nông nghiệp hay công nghiệp.